# FC Stadlau
FC Stadlau – austriacki klub piłkarski, mający siedzibę w wiedeńskiej dzielnicy Donaustadt. Obecnie gra w Wiener Stadtliga.

## Historia
Chronologia nazw:
- 1913: Sportclub Normania
- 1919: Stadlauer Sportclub
- 1925: Stadlauer Sportvereinigung – po fuzji z FC Union XXI
- 1934: klub rozwiązano
- 1934: FC Wolfrum
- 1940: fuzja z Floridsdorfer AC
- 1945: FC Stadlau – po rozwiązaniu fuzji
- 1959: FC ÖMV Stadlau
- 1995: FC OMV Stadlau
- 2005: FC Stadlau

Klub sportowy SC Normania został założony w miejscowości Wiedeń w 1913 roku. Klub oficjalnie podaje datę powstania 1913, chociaż już w pierwszym oficjalnym sezonie 1911/12 w czwartej lidze, zwanej 2.Klasse C grał klub o identycznej nazwie. Początkowo zespół grał w niższych klasach mistrzostw Wiednia. Po zakończeniu I wojny światowej, klub zmienił nazwę na Stadlauer SC w 1919 roku. Po połączeniu z FC Union XXI w 1925 roku nazwa klubu została zmieniona na Stadlauer SV. W 1934 klub został rozwiązany. Wkrótce klub został ponownie założony pod nazwą FC Wolfrum. Następnie w 1940 dołączył do Floridsdorfer AC i potem do 1945 roku reprezentował FAC. W 1945 po rozwiązaniu fuzji jako FC Stadlau osobno startował w mistrzostwach Austrii, przenosząc się na nowe boisko sportowe przy Erzh-Karl-Str./Smolagasse. W 1947 roku awansował do profesjonalnej Wiener Stadtligi (D2). W 1950 w wyniku wprowadzenia Staatsligi B o jeden poziom został obniżony status Wiener Stadtligi. W 1953 po wygraniu Wiener Stadtligi awansował do Staatsligi B. W następnym sezonie 1953/54 po zajęciu drugiego miejsca w drugiej lidze zdobył historyczny awans do Staatsligi A. Po trzech latach w sezonie 1956/57 zajął ostatnie 14.miejsce i został zdegradowany do Staatsligi B. Po zakończeniu sezonu 1958/59 uplasował się na drugim miejscu, ale potem przegrał playoff o awans do najwyższej ligi z SV Austria Salzburg (1:0, 2:4). Następnie zawarto umowę z ÖMV AG, dlatego nazwa klubu zmieniła się na FC ÖMV Stadlau. Obiekty sportowe klubu zostały rozbudowane, jednak w 1965 roku spadł z Regionalligi Ost do Wiener Stadtligi (D3). W 1974 po reorganizacji systemu lig status Wiener Stadtligi został obniżony do IV poziomu. W 1991 zwyciężył w Wiener Stadtliga i po 17 latach wrócił do trzeciej ligi, zwanej Reginalliga Ost. W 1995 roku zmieniono nazwę na FC OMV Stadlau zgodnie ze zmianą nazwy sponsora, ale klub zaliczył spadek do Admiral Wiener Stadtligi. W 2000 wrócił na 3 lata Reginalligi Ost. Po spadku zagrał ponownie w Wiener Stadtliga. Od sezonu 2005/06 ponownie występował pod nazwą FC Stadlau. W 2015 wrócił znów do Reginalligi Ost, ale po zakończeniu sezonu 2018/19 został zdegradowany z powrotem do Wiener Stadtligi.

## Barwy klubowe, strój
|  |  |

Klub ma barwy niebiesko-białe. Zawodnicy domowe spotkania zazwyczaj grają w pasiastych poziomo niebiesko-białych koszulkach, niebieskich spodenkach oraz pasiastych niebiesko-białych getrach.

## Sukcesy

### Trofea międzynarodowe
Nie uczestniczył w rozgrywkach europejskich (stan na 31-05-2019).

### Trofea krajowe
| \| \| Zdobyte trofea w rozgrywkach Austrii (stan na: 31-05-2019) \| |                                                            |      |                  |
| Rozgrywki                                                           | Osiągnięcie                                                | Razy | Sezon(y)         |
| · Mistrzostwo                                                       | I miejsce                                                  | 0    |                  |
| · Mistrzostwo                                                       | II miejsce                                                 | 0    |                  |
| · Mistrzostwo                                                       | III miejsce                                                | 0    |                  |
| · Mistrzostwo                                                       | 11.miejsce                                                 | 1    | 1954/55          |
| Puchar                                                              | zdobywca                                                   | 0    |                  |
| Puchar                                                              | finalista                                                  | 0    |                  |
| Puchar                                                              | ćwierćfinalista                                            | 1    | 1960/61          |
| II liga                                                             | I miejsce                                                  | 0    |                  |
| II liga                                                             | II miejsce                                                 | 2    | 1953/54, 1958/59 |
| II liga                                                             | III miejsce                                                | 1    | 1960/61          |
| Austria                                                             | Zdobyte trofea w rozgrywkach Austrii (stan na: 31-05-2019) |      |                  |

- Wiener Stadtliga (D3):
  - mistrz (1x): 1952/53
  - wicemistrz (2x): 1951/52, 1967/68
  - 3.miejsce (2x): 1950/51, 1966/67

## Poszczególne sezony

### Rozgrywki międzynarodowe

#### Europejskie puchary
Nie uczestniczył w rozgrywkach europejskich.

### Rozgrywki krajowe
| \| Austria \| Bilans występów klubu w rozgrywkach piłkarskich Austrii (Stan na 31 maja 2019 r.) \| \| |                                                                                   |        |       |   |   |   |    |    |     |                                                                  |        |        |      |
| Poziom                                                                                                | Rozgrywki                                                                         | Sezony | Mecze | Z | R | P | B+ | B– | Pkt | Lata                                                             | Awanse | Spadki | Naj. |
| I | Staatsliga A                                                                      | 3      |       |   |   |   |    |    |     | 1954–1957                                                        | 0      | 1      | 11   |
| II | Wiener Stadtliga/ Staatsliga B/ Regionalliga Ost                                  | 12     |       |   |   |   |    |    |     | 1947–1950, 1953/54, 1957–1965                                    | 1      | 2      | 2    |
| III                                                                                                   | Wiener 1. Klasse/ Wiener Stadtliga/ Regionalliga Ost                              | 24+    |       |   |   |   |    |    |     | 19??–1946, 1950–1953, 1965–1974, 1991–1995, 2000–2003, 2015–2019 | 2      | 4      | 1    |
| | Puchar Austrii                                                                    | ?      |       |   |   |   |    |    |     | od 1923                                                          | 0      | 0      | 1/4  |
| Austria                                                                                               | Bilans występów klubu w rozgrywkach piłkarskich Austrii (Stan na 31 maja 2019 r.) |        |       |   |   |   |    |    |     |                                                                  |        |        |      |

## Struktura klubu

### Stadion
Klub piłkarski rozgrywa swoje mecze domowe na stadionie Sportanlage Stadlau w Wiedniu o pojemności 5000 widzów.

### Inne sekcje
Klub prowadzi drużyny dla dzieci i młodzieży w każdym wieku.

### Sponsorzy
- 1959–2005: OMV
- od 20??: da-ka Gebäudereinigung und Hausbetreuung

## Kibice i rywalizacja z innymi klubami

### Derby
- Admira Wiedeń
- Austria Wiedeń
- FC Wien
- First Vienna FC 1894
- Rapid Wiedeń
- 1. Simmeringer SC
- Wacker Wiedeń
- Wiener SC